# Quadricalcarifera flavicollis
Quadricalcarifera flavicollis är en fjärilsart som beskrevs av Rothschild 1917. Quadricalcarifera flavicollis ingår i släktet Quadricalcarifera och familjen tandspinnare. Inga underarter finns listade.